# 中華聖母
中華聖母（英語：Our Lady of China），中文亦称东闾圣母，為天主教對聖母瑪利亞的称号之一。以紀念相傳她在河北省的東閭的一次顯現奇蹟。每年五月的第二个周六为中华圣母瞻礼日。

## 簡史

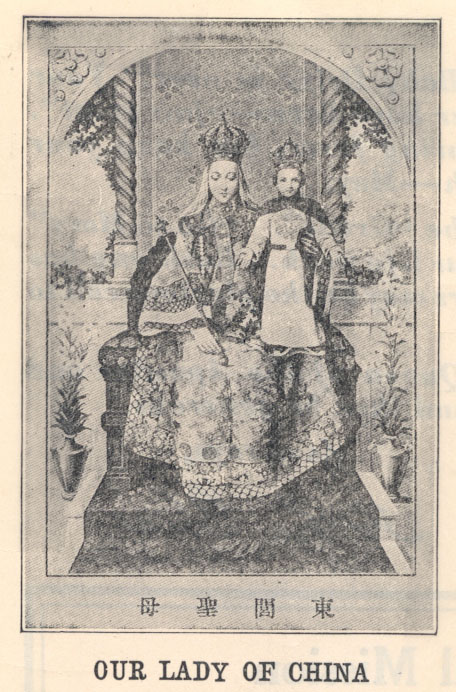
中华圣母

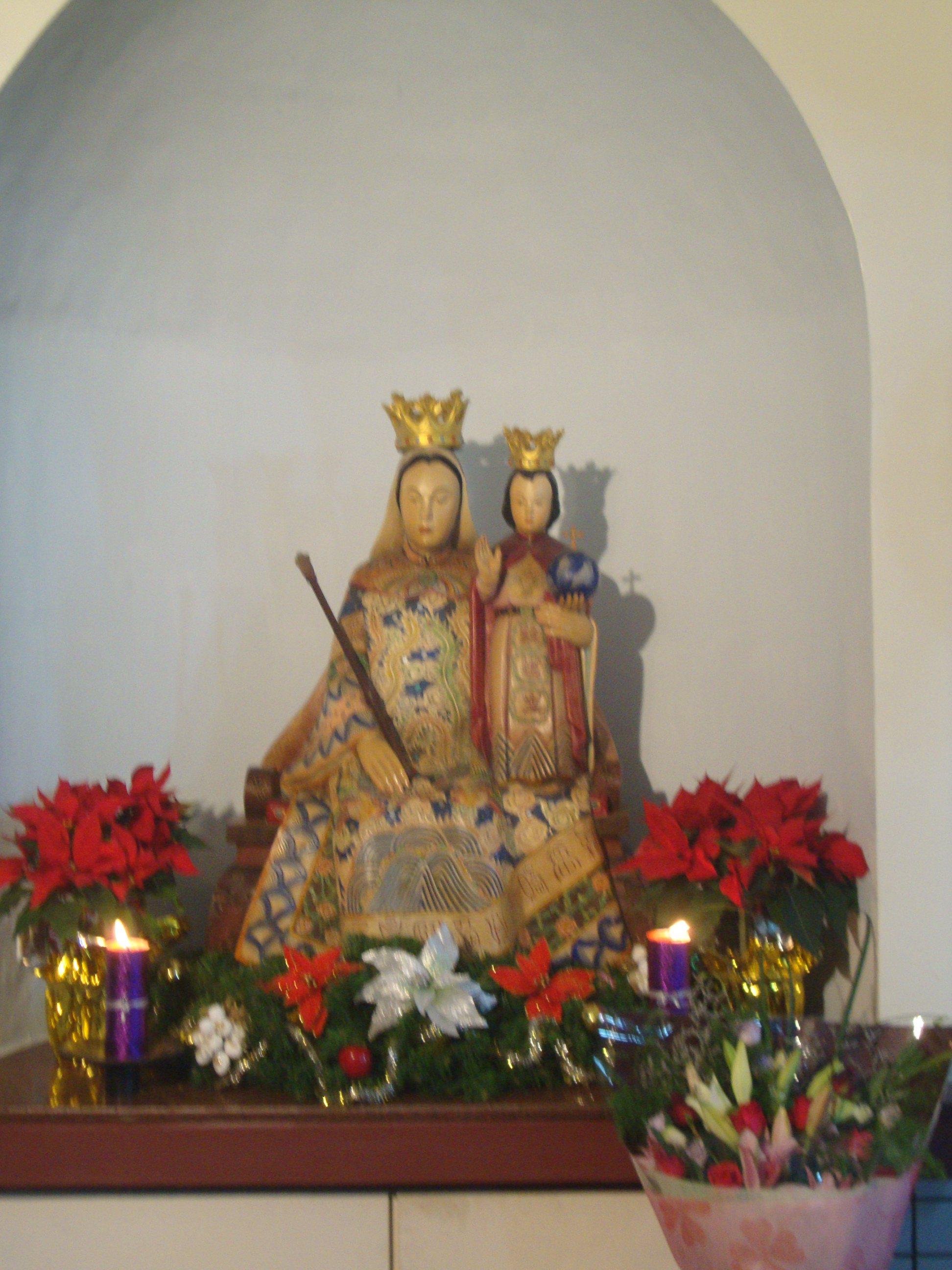
位於台灣嘉義縣梅山鄉的中華聖母天主堂的中華聖母態像，其設計是仿自當初東閭教堂所展示的聖母畫像

1900年庚子拳亂時期在華的外籍人士及漢人基督徒成為義和拳攻擊的目標，因此不少改宗基督教的地方鄉鎮就會自行組織及武裝來自衛。而在東閭這個以天主教徒占多數的地區則傳出聖母顯現庇佑的說法，最後當地人在遣使會傳教士帶領下建造了一間教堂以感謝聖母的保護，最後在該地形成一個朝聖的傳統。並在不久後由法籍本堂神父雷孟諾（P. Flament）聘請一位法籍畫師仿照慈禧太后的服裝設計了一副著中國宮廷服裝的抱子聖母畫像，並於1908年完成。
1924年在上海舉辦的首度中國主教團會議上，教廷駐華代表剛恒毅總主教帶領與會主教發表了「奉獻中國於聖母頌」將聖母瑪利亞奉作中國之后，並決定將東閭教堂所擺放的唐裝聖母畫像作為中華聖母的代表圖像。並且開始將東閭中華聖母堂列為中華聖母朝聖地的企畫。1929年5月，由剛恒毅與保定教區主教籌畫的朝聖活動開始了，並逐漸形成每年定期舉辦的全國天主教性質的朝聖活動，最後在1937年，教宗庇護十一世接受了由教廷駐華代表蔡甯主教所提出的申請，將東閭中華聖母堂列為國家級朝聖地。

## 敬禮
除了在兩岸三地的天主教社群外，中華聖母的敬禮活動隨著各處的華人移民聚集地區而出現。

## 命名
- 东闾中华圣母堂
- 梅山中華聖母天主堂
- 中華聖母主教座堂